# Streepjesdwergspanner
De streepjesdwergspanner (Eupithecia intricata) is een nachtvlinder uit de familie van de spanners, de Geometridae. De voorvleugellengte van de vlinder bedraagt tussen de 12 en 13 millimeter. Het vlindertje komt verspreid voor over het Palearctisch gebied en ook in Noord-Amerika. De soort overwintert als pop op de waardplant.

## Waardplanten
De streepjesdwergspanner heeft jeneverbes en gekweekte soorten conifeer als waardplanten.

## Voorkomen in Nederland en België
In Nederland en België is de streepjesdwergspanner vrij gewoon. De vliegtijd is van eind april tot en begin augustus in één of twee generaties.

## Bron
- Paul Waring en Martin Townsend, Nachtvlinders, veldgids met alle in Nederland en België voorkomende soorten, Baarn, 2006.